# LEGO スター・ウォーズ/フリーメーカーの冒険
『LEGO スター・ウォーズ/フリーメーカーの冒険』（Lego Star Wars: The Freemaker Adventures）は、レゴシリーズとルーカスフィルム・アニメーションが制作したアメリカの3DCGテレビアニメシリーズ。

## 概要
EP5とEP6の間のエピソードで、フリーメーカー三兄弟をメインとしたオリジナルサイドストーリー。本作は正史(カノン)に含まれないノン・カノン作品だが一部の設定は正史に輸入されている。

## あらすじ

### シーズン1
ある日、末っ子のローワンがフォースに導かれ、伝説のライトセーバーといわれるカイバー・セーバーの破片を発見したことから三兄弟の運命は一変。 頭脳派の姉コーディ、パイロットの兄ザンダー、ドロイドのラジャーとともに、銀河系に平和と自由を取り戻すべく大冒険を繰り広げる！

### シーズン2
反乱軍艦隊に新たな居場所を得たフリーメーカー三兄弟。しかし、更なる帝国軍との戦いが始まる。自暴自棄のグラバラ・ザ・ハットや邪悪なシス卿、そしてパルパティーン皇帝の最新の恐るべきハンター・ドロイド、M-OCが待ち受けていた。そんな中、ローワンのフォースの力はめきめきと向上。ついには反乱軍を救うことができる無敵の戦艦、アローヘッドのビジョンを見る。銀河系の平和は三兄弟の末っ子ローワンに託されることに…。

## 登場人物

### フリーメーカー
ローワン・フリーメーカー（Rowan Freemaker）
声 - ニコラス・カントゥ（米）、河城英之介（日）
三兄弟の末っ子。
元気いっぱいで、一瞬たりともじっとしていることができない。いつもソワソワと落ち着きがなく、注意散漫で幼稚なところがあるが、成長とともに集中力を高め、カイバー・セーバーを探し出し、フォースの力に磨きをかけることに専念していく。
コーディ・フリーメーカー（Kordi Freemaker）
声 - ヴァネッサ・レンジーズ（米）、村松妙子（日）
三兄弟の真ん中で長女。
工場を切り盛りするブレイン的存在。頭脳明晰にして有能、機転が利き、どんなピンチをもしのぐ頼もしい存在。基本的にいつも笑顔だが、大切な兄弟たちに危険が迫るようなことがあれば、突如として牙をむき、全身全霊で守ろうとする。早口でおしゃべりな一面も。
ザンダー・フリーメーカー（Zander Freemaker）
声 - ユージン・バード（米）、江越彬紀（日）
三兄弟の一番上。
一匹狼のエース・パイロットだと本人は自覚している。
宇宙船を作り出すことが大好きで、情熱を注いだ完成品を我が子のように大切に思っている。面白くて、カリスマがあり、危険を顧みず直感で行動するあたりが、頼れる兄貴分的存在。戦っている時も、ぐうたらサボっている時も、とにかく思いついたら即行動。ナビも確認せずに広大な宇宙空間に飛び出すその性分は、兄弟を危険にさらすこともしばしば。
ラジャー（R0-GR / Roger）
声 - マシュー・ウッド（米）、間宮康弘（日）
クローン大戦中に製造された元バトル・ドロイド。
がれきの山の中でさびついているところをフリーメーカーたちが見つけた。三兄弟は、ラジャーのプログラムをいじり、忠実な執事ドロイドに改造しようとしたが、残念ながら執事としての能力はイマイチ。ラジャーがよかれと思って取る行動は大抵トラブルを招くが、三兄弟を家族のように慕い、忠誠心は強い。かつてジェダイとともに戦った経験を持つラジャーは、フォースの力を覚醒しつつあるローワンにとって、心強い存在。

### 銀河帝国
ナアレ（Naare）
声 - グレイ・デリスル（米）、中恵光城（日）
ダース・ベイダー（Darth Vader）
声 - マット・スローン（米）、土師孝也（日）
パルパティーン皇帝の右腕であるにもかかわらず、いつもパルパティーン皇帝に弄ばれている。だが、単なるいじられキャラに甘んじているわけではない。狡猾で有能な彼は、どんな時でもたゆまぬ忠義心で、パルパティーン皇帝のためにカイバー・セーバー奪還のチャンスを虎視眈々とねらっている。しかし、M-OCに皇帝お気に入りの座を奪われそうで嫉妬する。
パルパティーン皇帝（Emperor Palpatine）
声 - トレバー・デュバル（米）、浦山迅（日）
プルームストライカー（Plumestriker）
声 - ジェフ・ベネット（米）、藤翔平（日）
ダーピン（Durpin）
声 - リチャード・カインド（米）、玉野井直樹（日）
エストック（Estoc）
声 - ジェーン・リーブス（米）、田辺留依（日）

### ハット
グラパラ・ザ・ハット（Graballa）
声 - ダナ・スナイダー（米）、あべそういち（日）
ジャバ・ザ・ハット（Jabba the Hutt）
声 - ケビン・マイケル・リチャードソン（米）

### 賞金稼ぎの犯罪組織
デンガー（Dengar）
声 - ジェームズ・パトリック・スチュアート（米）、楠大典（日）
ラアム（Raam）
声 - ダニー・ジェイコブス（米）、吉田健司（日）
バアシュ（Baash）
声 - ジョン・ディマジオ（米）、矢野正明（日）
ボバ・フェット（Boba Fett）
声 - ディー・ブラッドリー・ベイカー（米）、金田明夫（日）

### 反乱軍
ランド・カルリジアン（Lando Calrissian）
声 - ビリー・ディー・ウィリアムズ（米）、若本規夫（日）
ルーク・スカイウォーカー（Luke Skywalker）
声 - エリック・バウザ（米）、鈴木裕斗（日）
レイア・オーガナ（Leia Organa）
声 - ジュリー・ドーラン（米）、川庄美雪（日）
アクバー提督（Admiral Ackbar）
声 - トレバー・デヴァル（米）、藤本譲（日）
ヴァレリア（Valeria）
声 - イヴェット・ニコール・ブラウン（米）、小若和郁那（日）
ヘラ・シンドゥーラ（Hera Syndulla）
声 - ヴァネッサ・マーシャル（米）、宮島依里（日）
クアリー（Quarrie）
声 - コーリー・バートン（米）、中博史（日）

### フォース・ユーザー
ジェック（Jek-14）
声 - ブライアン・ドブソン（米）、竹田雅則（日）
ベアード・カントゥー（Baird Kantoo）
声 - トレバー・デヴァル（米）、木内太郎（日）

### ドロイド
N3-R0
声 - フレンチ・スチュワート（米）、町屋圭祐（日）
BL-OX
声 - フレッド・タタショア（米）、石井康嗣（日）
M-OC
声 - ジェームス・アーバニアク（米）、藤沼建人（日）

### その他
ウィック・クーパー（Wick Cooper）
声 - トーマス・レノン（米）、藤沼建人（日）
イグナシオ・ワータン（Ignacio Wortan）
声 - ジェフ・ベネット（米）、後藤敦（日）
ファーラック（Furlac）
声 - グレッグ・ボールドウィン（米）、長谷川敦央（日）
ホンドー・オナカー（Hondo Ohnak）
声 - ジム・カミングス（米）、辻親八（日）
マズ・カナタ（Maz Kanata）
声 - グレイ・デリスル（米）、杉本ゆう（日）

## メカニック
スター・スカヴェンジャー
アローヘッド

## スタッフ
- 原作 - 『スター・ウォーズ』ジョージ・ルーカス
- シリーズディレクター - デイヴ・オズボーン
- シリーズ構成	- マーク・ホフマイア
- キャラクターデザイン	- ナナ・リー、トレバー・ホワイト
- メカニックデザイン - マーク・バットン
- 音楽 - マイケル・クレイマー
- 製作 - Wil Film ApS、ルーカスフィルム、ルーカスフィルム・アニメーション、レゴ

### 日本語版スタッフ
- 翻訳 - 竹本浩子
- 演出 - 久保宗一郎
- 録音制作 - 東北新社
- 制作監修 - 船橋美里
- 制作 - ウォルト・ディズニー・ジャパン

## 各話リスト

### シーズン1
- 第1話 新たなヒーロー（A Hero Discovered）
- 第2話 小惑星帯へ突入（The Mines of Graballa）
- 第3話 サンダー救出大作戦（Zander's Joyride）
- 第4話 クラウド・シティの秘密（The Lost Treasure of Cloud City）
- 第5話 キャッシークで危機一髪（Peril on Kashyyyk）
- 第6話 偶然の出会い（Crossing Paths）
- 第7話 タトゥイーンでレース（Race on Tatooine）
- 第8話 試練のとき（The Test）
- 第9話 クリスタル争奪戦（The Kyber Saber Crystal Chase）
- 第10話 ゾーの作り主（The Maker of Zoh）
- 第11話 ホスの対決（Showdown on Hoth）
- 第12話 運命の決闘（Duel of Destiny）
- 第13話 カイバー・セーバーの帰還（Return of the Kyber Saber）
- 総集編 カイバー・セーバー・クリスタル争奪戦（地上波第1話）

### シーズン2
- 第1話 新たなる我が家（A New Home）
- 第2話 ティボルトでトラブル（Trouble on Tibalt）
- 第3話 アリスタン・ノアの塔（The Tower of Alistan Nor）
- 第4話 エンバースチールのブレード（The Embersteel Blade）
- 第5話 トールの嵐（The Storms of Taul）
- 第6話 ウィールへの帰還（Return to the Wheel）
- 第7話 クアリドンの失われたクリスタル（The Lost Crystals of Qalydon）
- 第8話 恐怖を乗り越えて（The Pit and the Pinnacle）
- 第9話 アローヘッドの飛行（Flight of the Arrowhead）
- 第10話 ローワン捕獲命令（A Perilous Rescue）
- 第11話 コルサントからの脱出（Escape from Coruscant）
- 第12話 落下（Free Fall）
- 第13話 迫るジェダイの帰還の帰還（Return of the Return of the Jedi）